# Ludmiła Bogdanowa
Ludmiła Jurjewna Bogdanowa (ros. Людмила Юрьевна Богданова, ur. 12 sierpnia 1983) – rosyjska judoczka. Olimpijka z Pekinu 2008, gdzie zajęła piąte miejsce w wadze ekstralekkiej.
Piąta na mistrzostwach świata w 2005; uczestniczka zawodów w 2003, 2007, 2009, 2010 i 2011. Startowała w Pucharze Świata w latach 2004-2012. Piąta na mistrzostwach Europy w 2008, 2010 i 2011, a także zdobyła trzy medale w drużynie. Mistrzyni igrzysk wojskowych w 2003 i trzecia w 2007. Dwa medale na MŚ wojskowych. Mistrzyni Rosji w 2001, 2004, 2008, 2009 i 2010; druga w 2006 i 2007; trzecia w 1999 i 2015 roku.

## Letnie Igrzyska Olimpijskie 2008
| Konkurencja | Eliminacje           | Repasaże               | Repasaże                 | Repasaże            | Finały             | Klas. końcowa |
| Konkurencja | Przeciwnik I         | Przeciwnik I           | Przeciwnik II            | Przeciwnik III      | o 3 miejsce        | Miejsce       |
| ----------- | -------------------- | ---------------------- | ------------------------ | ------------------- | ------------------ | ------------- |
| 48 kg       | Yanet Bermoy (CUB) P | Glenda Miranda (ECU) Z | Michaela Baschin (GER) Z | Ana Hormigo (POR) Z | Ryōko Tani (JPN) P | 5.            |